# Major League Gaming
 (novembre 2009).
Si vous disposez d'ouvrages ou d'articles de référence ou si vous connaissez des sites web de qualité traitant du thème abordé ici, merci de compléter l'article en donnant les références utiles à sa vérifiabilité et en les liant à la section « Notes et références ».
Pour les articles homonymes, voir MLG.

Logo

La Major League Gaming (MLG) est une ligue professionnelle de jeux vidéo (sport électronique ou e-sport) fondée en 2002 et dont le siège social est à New York. La MLG a organisé de grands événements dans les plus grandes villes des États-Unis et du Canada. Les tournois de la MLG sont diffusés sur plusieurs chaînes de télévision, dont ESPN, en lecture continue (streaming) sur des sites et accessible sur téléphones portables. L'entreprise a participé à d'autres activités dans le secteur du jeu vidéo comme le développement et la vente d'accessoires sous sa propre marque. 
Les tournois en ligne et hors-ligne MLG sont réputés, notamment sur les séries Halo, StarCraft II et Call of Duty. Super Smash Bros. Melee fut un jeu sur lequel les joueurs furent nombreux à combattre.

## Histoire
La Major League Gaming a été cofondée par Sundance DiGiovanni et Mike Sepso.
En janvier 2016, Activision Blizzard acquiert la Major League Gaming (MLG) pour 46 millions de dollars.